# Хронологија ДФЈ и КПЈ август 1945.
Хронолошки преглед важнијих догађаја везаних за друштвено-политичка дешавања у Демократској Федеративној Југославији (ДФЈ) и деловање Комунистичке партије Југославије (КПЈ), као и општа политичка, друштвена, спортска и културна дешавања која су се догодила у току августа месеца 1945. године.
| ← јул · Хронологија ДФЈ и КПЈ током 1945. године · септембар → |

### 5. август
- У Београду, од 5. до 7. августа, одржан Први конгрес Народног фронта Југославије (НФЈ), коме је присуствовало 1.186 делегата из читаве земље. На Конгресу су донета Основна програмска начела и утврђена линија унутрашње и спољне политике. Такође, усвојен је Статут организације, на основу кога је организацији промењен назив из дотадашњег Јединственог народноослободилачког фронта (ЈНОФ) у Народни фронт Југославије (НФЈ). У Народном фронту тада су биле заступљене и друге масовне друштвено-политичке организације — Јединствени синдикати радника и намештеника (ЈСРН), Уједињени савез антифашистичке омладине (УСАО) и Антифашистички фронт жена (АФЖ). На крају рада Конгреса изабран је Савезни одбор, Секретаријат, Извршни одбор, шест потпредседника и председник организације — Јосип Броз Тито, чиме је Народни фронт добио јединствено руководство.[1][2][3][4]
- У Сињу одржано традиционално витешко такмичење „Сињска алка“, на којем је славодобитник био алкар Бруно Вулетић, а заповедник алкарске свечаности алкарски војвода Петар Богдан Пеко.

### 7. август
- У Београду, од 7. до 10. августа, одржано Треће заседање Антифашистичког већа народног ослобођења Југославије (АВНОЈ), на коме је АВНОЈ потврдио све одлуке које је Председништво АВНОЈ-а донело између Другог и Трећег заседања. Усвајајући препоруке Савезничке конференције, одржане фебруара 1945. у Јалти, у АВНОЈ су укључени народни посланици Народне скупштине Краљевине Југославије изабрани 1938, који се нису компромитовали за време рата, као и личности из разних политичких група. У току заседања, АВНОЈ је 10. августа променио назив у Привремена народна скупштина ДФЈ и изабрао Председништво и одборе.[1]

### 8. август
- Краљ Петар II Карађорђевић прогласом опозвао сву тројицу краљевских намесника, али намесници се нису повиновали краљевој одлуци.

### 10. август
- Привремена влада ДФЈ формалним закључком анулирала краљеву одлуку о опозиву намесника.

### 11. август
- Привремена народна скупштина усвојила Закон о избору народних посланика и Закон о бирачким списковима, према којем „бирачко право имају сви мушки и женски грађани Југославије који су навршили 18 година живота”, чиме су жене добиле право гласа.[5]

### 19. август
- Милан Грол, са образложењем „да се не поштује принцип демократије и слободе говора“, поднео оставку на место потпредседника Привремене владе ДФЈ. Овим чином Демократска странка је напустила Народни фронт Југославије, а 20. септембра се одлучила за бојкотовање новембарских избора.[6]

### 23. август
- Привремена народна скупштина ДФЈ донела је Закон о аграрној реформи и колонизацији.[6]

### 31. август
- Председништво Привремене народне скупштине ДФЈ издало Указ којим су избори за Уставотворну скупштину расписани за 11. новембар.[6]